# تئاتر امباسادورز (لندن)
تئاتر امباسادورز (انگلیسی: Ambassadors Theatre) یک سالن نمایش در لندن، انگلستان است.
این سالن تئاتر که در وست استریت قرار دارد در سال ۱۹۱۳ میلادی تأسیس شده و جزئی از تئاتر وست اند محسوب می‌شود. تئاتر امباسادورز دارای ۴۴۴ نفر ظرفیت می‌باشد.